# Протопоповка (Дергачёвский район)
Протопоповка (укр. Протопопівка) — село,
Протопоповский сельский совет,
Дергачёвский район,
Харьковская область, Украина.
Код КОАТУУ — 6322081001. Население по переписи 2001 года составляет 589 (295/294 м/ж) человек.
Является административным центром Протопоповского сельского совета, в который, кроме того, входят сёла
Безруков,
Вязовое,
Гуковка,
Терновая и
Ярошовка.

## Географическое положение
Село Протопоповка находится на правом берегу реки Криворотовка, на реке запруда (~15 га), выше по течению примыкает село Безруков, ниже по течению примыкает село Ярошовка, на противоположном берегу — село Гуковка.

## История
- 1722 — официальная дата основания села[2].
- Село возникло на рубеже XVII-XVIII веков, как хутор ольшанского протопопа (настоятеля соборной церкви, на тот момент церкви Рождества Богородицы в Ольшанах) Стефана Зашаловского. Первое упоминание о хуторе в завещании Зашаловского в 1708 году, на тот момент вместе с грунтами речь шла о хуторе на 4 двора с загонами для скота, винокурне на 3 котла и пасеке на 50 ульев. После смерти Стефана Зашаловского хутор перешёл его сыну Иосифу, в переписи 1722 года упоминается «Местечка Ольшаного Приходской церкви Покровського дьякона Йосифа Стефанова сына Протопопова хуторъ Поповка», население Протопоповки в 1722 году составляло 19 человек. Вскоре Иосиф Зашаловский покинул духовную службу, предпочтя ей военную, в переписи 1732 года он упоминается как подпрапорный Харьковского казачьего полка, в этой же переписи описывается и его хутор Протопоповка — где проживал 61 человек.
- В 1739 году подпрапорный И. Зашаловский и его сын Яков продали хутор обозному Харьковского казачьего полка Ивану Васильевичу Ковалевскому, от которого хутор достался в наследство его сыну, последнему ольшанскому сотнику Константину Ивановичу Ковалевскому, после смерти которого в 70х-80х годах XVIII века хутором владела его вдова Софья. По данным 1772 года в селе жило 113 мужчин и 103 женщины. По описанию земель 1783 года — с. Протопоповка имела угодья 494 десятин и там жило 130 подданных (мужчин)[3].
- В 1940 году, перед ВОВ, в селе Протопоповка, располагавшемся на южном берегу реки Криворотовка, были 97 дворов и сельсовет.[4]

## Экономика
- Молочно-товарная ферма.
- КСП «Богодуховское».
- «Благодатне», сельскохозяйственное ООО.

## Объекты социальной сферы
- Школа.
- Клуб.
- Фельдшерско-акушерский пункт.
- Стадион.
- Село газифицировано.
- Библиотека.

## Достопримечательности
- Братская могила советских воинов. Похоронено 20 воинов.
- Памятник воинам-односельчанам. 1941—1945 гг.

## Религия
- Церковь Троицы Живоначальной.[5]